# خورخه رویس
خورخه رویس (اسپانیایی: Jorge Ruiz‎؛ ۱۳ مه ۱۹۲۸ – ۲۰۱۳) بازیکن فوتبال اهل مکزیک بود.
وی همچنین در تیم ملی فوتبال مکزیک بازی کرده‌است.